# Hășmașul Mare
Hășmașul Mare (1793 m), face parte din masivul Carpaților Orientali care sunt renumiți prin varietatea reliefului și complexitatea structurii geologice predominat de fenomene carstice. Piscurile mai importante sunt Tarcău, Vârful Ascuțit, Piatra Singuratică, Hășmașul Negru și Suhardul care sunt împădurite cu foioase în care predomină fagul. In regiunea Hășmașului Mare se află Cheile Bicazului, Lacul Roșu localități mai importante din apropiere fiind orașul Bălan și Gheorgheni.